# Metropoolregio Hamburg

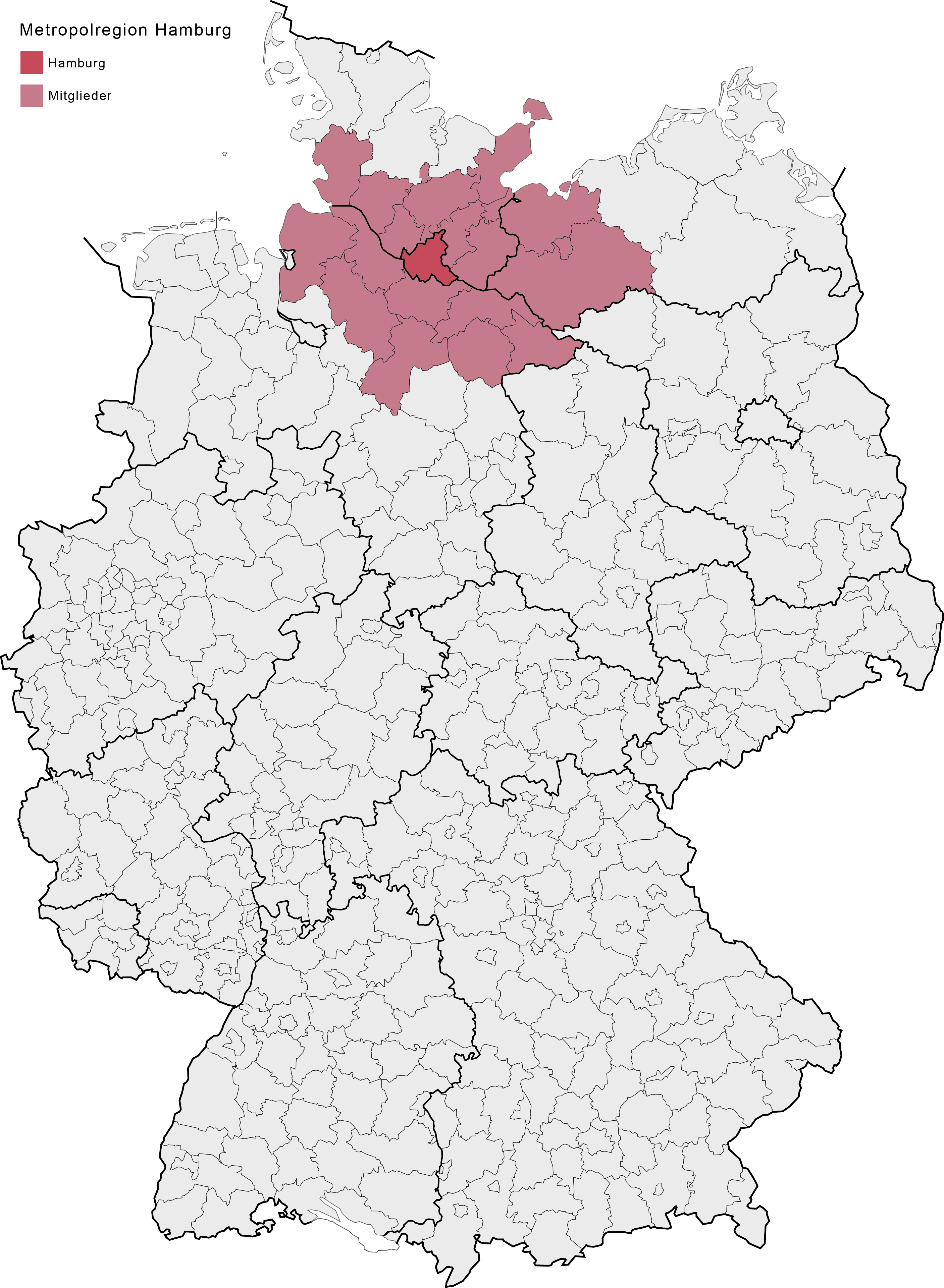
Metropoolregio Hamburg

Metropoolregio Hamburg (Duits: Metropolregion Hamburg) is een metropoolregio in het noorden van Duitsland, die in de bondsstaten Hamburg, Nedersaksen, Sleeswijk-Holstein en Mecklenburg-Voor-Pommeren ligt. Het is de op twee na grootste metropoolregio van Duitsland.
De regio omvat de stad Hamburg en landkreisen uit drie omliggende deelstaten. In Nedersaksen behoren Cuxhaven, Stade, Rotenburg (Wümme), Harburg, Heidekreis, Uelzen, Lüneburg en Lüchow-Dannenberg tot de Metropoolregio. In Sleeswijk-Holstein zijn dit Dithmarschen, Steinburg, Pinneberg, Segeberg, Ostholstein, Stormarn en Herzogtum Lauenburg en de steden Neumünster en Lübeck. In Mecklenburg-Voor-Pommeren maken Schwerin, Nordwestmecklenburg en Ludwigslust-Parchim deel uit van de Metropoolregio.
Er wonen meer dan 5 miljoen mensen op ruim 26.000 km².